# Kamarang (rijeka)
Kamarang je rijeka koja teče kroz Venezuelu i Gvajanu. Pritoka je rijeke Mazaruni i pripada porječju rijeke Essequibo.

## Riječni tijek
Rijeka izvire u regiji Gran Sabana na istoku Venezuele, gdje se naziva Río Camarán ili Río Camurán. Rijeka u početku teče paralelno s cestom, u smjeru jugoistoka, zatim prelazi cestu kod mjesta Campamento Kamoiran. Ovdje rijeka tvori brzace Kamoiran. Rijeka zatim teče nekoliko kilometata kroz savanu, prema istoku. Neposredno nakon ulaska u sporni teritorij Guayana Esequiba, rijeka tvori 40 metara široke slapove Kamarang Meru, gubeći pritom 160 metara na nadmorskoj visini.
Rijeka zatim teče kroz duboki šumski klanac, prvo u smjeru sjevera, a zatim prema istoku Ovo područje je vrlo zabačeno i naseljeno je Arekuna indijancima. Teško je dostupno s obje strane granice i zato je rijetko posjećivano.
Rijeka zatim teče istočno kroz šumu, te se kod rudarskog sela Kamarang ulijeva u rijeku Mazaruni.